# Östra Böle
Östra Böle (fi. Itä-Pasila) är en del av Böle distrikt i Helsingfors stad (Det östra röda området på kartan).
Östra Böle har byggts på den före detta trähusstadsdelen Fredriksbergs område på 1970-talet. Området bebyggdes enligt 1960-talets ideal med seprerad fotgängar- och motortrafik. Därför består Östra Böle av en mängd olika betongplatåer där fotgängarna rör sig, medan bilarna kör en våning lägre ner. Lösningen har kritiserats starkt efteråt för att var komplicerad, och när man byggde Västra Böle tog man avstånd från dessa planeringsideal. Också arkitekturen i Östra Böle har kritiserats hårt och ord som DDR-arkitektur har använts som en beskrivning. Å andra sidan tycker de som bor i Böle att det inte finns större fel på stadsdelen: den är trygg, trafikmässigt ligger den mycket bra till i en trafikknutpunkt, och det finns bra med parkeringsplatser.
Det finns flera företag i Böle, och speciellt flera myndigheter, som skatteverket, miljöcentralen och Vägförvaltningen. Mässcentret finns i Östra Böle sedan 1975, då utrymmena i centrum på Mannerheimvägen blivit för små. Också Helsingfors huvudbibliotek finns i Böle, trots att det visat sig ligga perifert i förhållande till kundströmmarna.

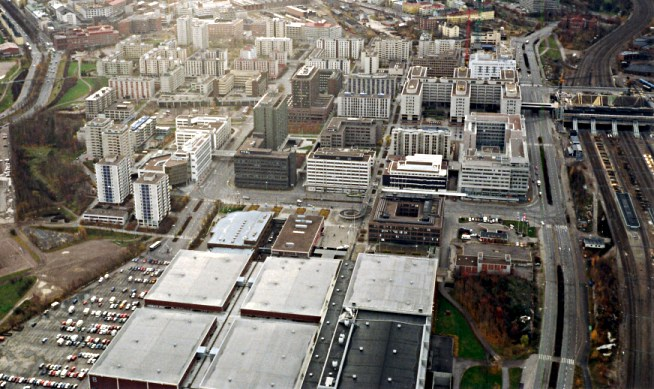
Östra Böle

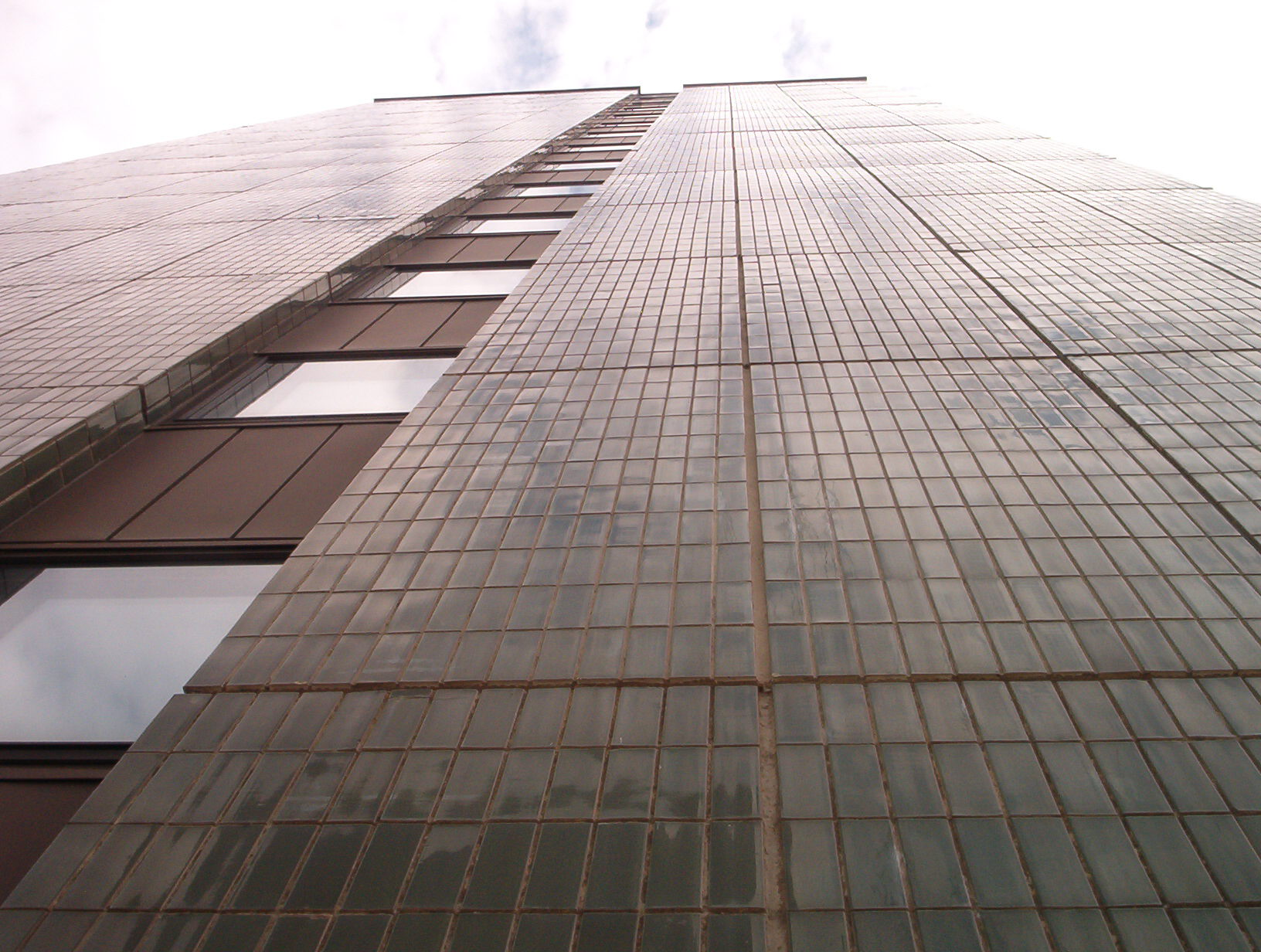
Modernistisk arkitektur i Östra Böle